# Anathelges hyptius
Anathelges hyptius is een pissebed uit de familie Bopyridae. De wetenschappelijke naam van de soort is voor het eerst geldig gepubliceerd in 1902 door Thompson.